# Gerardo Delgado Barrio
Gerardo Delgado Barrio (Santiago de Compostela, 9 de abril de 1946-26 de julio de 2018) fue un físico español, investigador en el Consejo Superior de Investigaciones Científicas (CSIC) en el campo de la física atómica y molecular. Fue distinguido con la medalla de la Real Sociedad Española de Física en 1982.

## Formación y vida profesional
Realizó la licenciatura en Ciencias Físicas en la Universidad Complutense de Madrid (UCM), finalizando en 1968. Obtuvo el título de Técnico de Sistemas en la Universidad Politécnica de Madrid en 1973, al tiempo que consiguió el doctorado en C. Físicas por la Universidad Complutense (tesis:Estudio de la correlación electrónica en aproximaciones de capas desdobladasaplicación al hidruro de litio).
Impartió clases como profesor agregado en la Universidad Autónoma de Madrid de 1976 a 1979, año en el que ingresó en el Instituto de Estructura de la Materia del CSIC, donde permaneció hasta 1988, salvo el periodo 1982-83 en que impartió docencia en la UCM. Ha realizado numerosas estancias en países extranjeros (Francia, Estados Unidos, Italia, Israel, Rusia, etc). Es considerado uno de los introductores en España de la física atómica.[cita requerida]
Participó en la creación del Instituto de Física Fundamental en el CSIC, posteriormente llamado Instituto de Matemáticas y Física Fundamental, donde trabaja desde 1988 como profesor de investigación.

## Cargos y nombramientos
- Primer presidente del Grupo Especializado de Física Atómica y Molecular, dentro de la Real Sociedad Española de Física.
- Responsable de relaciones internacionales de la Sociedad Europea de Física (European Physical Society, EPS).
- Presidente de la Real Academia de Física (1997)
- Presidente de la Real Sociedad Española de Física.
- Presidente de la Federación Iberoamericana de Sociedades de Física.
- Miembro representante de España en la IUPAP.

## Producción científica
Publicó unos 200 artículos en revistas científicas, sobre todo en el área de la física atómica y molecular. También presentó más de 100 comunicaciones en congresos y reuniones científicas.

## Publicaciones
Aparte de los artículos científicos en revistas y de sus publicaciones en actas de congresos escribió unos veinte libros.

## Distinciones y premios
- Medalla de la Real Sociedad Española de Física en 1982.
- Doctor honoris causa por el Instituto Superior de Ciencia y Tecnología Nucleares de La Habana (Cuba).
- Placa de honor de la Asociación Española de Científicos en 2006.[6]